# Villanovafranca
Villanovafranca (sardisk: Biddanòa Frànca) er en by og en kommune (comune) i provinsen Sud Sardegna i regionen Sardinien i Italien. Byen ligger i 292 meters højde og har 1.345 indbyggere (2016). Kommunen har et areal på 27,59 km² og grænser til kommunerne Barumini, Escolca, Gesico, Guasila, Las Plassas og Villamar.